# Бересняги
Бересняги́ (до середини XIX століття — Вербова Балка) — село в Україні, у Черкаському районі Черкаської області, підпорядковане Бобрицькій сільській громаді. Розташоване за 25 км на північний захід від міста Канева та за 24 км від залізничної станції Ляплава.
Населення села становить 63 особи, 39 дворів (2009; 97 осіб в 2007).

## Історія
Перша згадка про село припадає на XVIII століття. Від початку свого заснування село мало назву Вербова Балка, а вже потім Бересняги. За розповідями старожилів, назва Бересняги походить від того, що з одного кінця в яру простягався березовий гай.
Лаврентій Похилевич у «Сказаннях про населені місцевості Київської губернії» 1864 ;року пише:
|  | Березняги, село в 8-ми верстах от Куриловки, при незначительном ручье текущем в Шандру. Жителей обоего пола 761; в 1789 г. здесь считалось 30 дворов и 340 душ обоего пола. Тогда деревня принадлежала к имениям князя Станислава Понятовскаго. В настоящее время составляет вотчиную собственность Виктора Ивановича Монастырскаго, по наследству от тестя своего Игнатия Микуловскаго, по уступочному акту 24 февраля 1837 г. Земли к имению причислено 1156 десятин, из числа коей крестьяне по выкупному договору приобрели в собственность 485 дес. за 23,681 руб. В 1789 г. приходской церкви еще здесь не было, а за год пред тем построена каплица во имя Покрова Пресвятой Богородицы, приписаная к Богородичной церкви села Тулинец. В 1800 г. церковь эта преобразована в приходскую, снабжена указаною пропорциею земли, а в 1850 г. фундаментально исправлена. По штатам сельских причислена к 7-му классу. |

До 1917 року землі належали поміщику Є. О. Зноско-Боровському. У 1924 році створено першу в районі сільськогосподарську комуну, 1929 року — колгосп. В роки Голодомору 1932—1933 років голодною смертю загинуло 119 осіб. На кладовищі встановлено хрест в пам'ять про ті часи.
У роки німецько-радянської війни брало участь 108 жителів села, з них 35 нагороджені бойовими орденами і медалями, 69 осіб загинуло на фронті. На честь загиблих встановлено обеліск Слави.
Станом на 1972 рік в селі мешкало 312 осіб, працювала рільнича бригада колгоспу «Зоря комунізму», за яким було закріплено 2 962 га землі, у тому числі 2 697 га орної. Працювали медпункт, початкова школа, клуб на 200 місць, бібліотека з фондом 7 тисяч книг.
В минулому, коли населення села була значне, воно було центром окремої Береснягівської сільської ради. Після зменшення населення, Бересняги відійшли до складу Козарівської сільради.

## Населення

### Мова
Розподіл населення за рідною мовою за даними перепису 2001 року:
| Мова       | Кількість | Відсоток |
| ---------- | --------- | -------- |
| українська | 97        | 100%     |

## Видатні люди
У селі проживав талановитий художник-самоучка Костиря Микола Петрович. Його картини знаходяться в Музеї народно-декоративного мистецтва міста Канева.
В селі народилися:
- Голодняк Петро Михайлович (*6 квітня 1910 — †30 квітня 1979) — Герой Радянського Союзу;
- Пазяк Ольга Михайлівна, до шлюбу Осередько (1931—2004) — українська мовознавиця, педагог, кандидат філологічних наук.